# マーク・メロ
マーク・メロ（Marc Mero、1960年7月9日 - ）は、アメリカ合衆国の元プロレスラー。ニューヨーク州バッファロー出身。生年は1965年ともされる。
ジョニー・B・バッド（Johnny B. Badd）のリングネームでも知られ、1990年代のWCWやWWFにおいて、主にヒールのポジションで活動した。WWEディーヴァの元祖とされるセイブルは、彼の元妻である。

## 来歴
プロレス転向前はボクシングで活躍し、ニューヨーク州のゴールデングローブを3回獲得。レーザー・ラドックのスパーリング・パートナーを務めたこともあるという。1990年にプロレスラー転向を決意してタンパのマレンコ・ファミリーのもとでトレーニングを積む。1991年、フロリダのインディー団体でデビュー。後にアンダーカードのジョバー要員としてWCWに出場。

### WCW時代
1991年5月、当時WCWのブッカーだったダスティ・ローデスのアイデアにより、1950年代に活躍した黒人ロックンローラーのリトル・リチャードを模したギミックのジョニー・B・バッド（Johnny B. Badd）に変身。このリングネームは同じくロックンロールの創始者であるチャック・ベリーの楽曲『ジョニー・B・グッド』から取られたが、メロ自身は黒人ではない。
テディ・ロングをマネージャーにショーマン派の中堅ヒールとして台頭し、1991年下期はイエロー・ドッグことブライアン・ピルマンと抗争、ピルマンの保持するWCWライトヘビー級王座にも挑戦した。以後、カクタス・ジャックやスタニング・スティーブ・オースチンとの抗争を経て、1994年9月18日にロード・スティーブン・リーガルからWCW世界TV王座を奪取。以降も1995年10月29日にダイヤモンド・ダラス・ペイジ、1996年2月18日にはレックス・ルガーを破り、同王座を通算3回獲得した。
日本には1995年4月、当時WCWと提携していた新日本プロレスに来日しており、ジュニアヘビー級戦線にて飯塚高史やエル・サムライから勝利を収めている。

### WWF時代

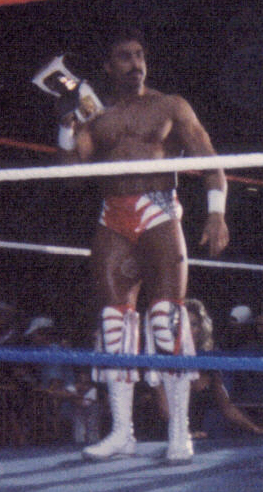
Marc Mero in 1996

1996年3月、"ワイルドマン" マーク・メロ（"Wildman" Marc Mero）のリングネームでWWFに移籍。ボクシング・スタイルのベビーフェイスとして、妻のセイブルことレナ・メロをマネージャーにハンター・ハースト・ヘルムスリーやゴールダストと抗争を展開。同年9月23日にはトーナメントの決勝にてファルーク・アサードを破り、前王者アーメッド・ジョンソンの欠場で空位となっていたWWFインターコンチネンタル王座の新王者となった。
しかし、女性マネージャーのセイブルが人気を集める一方で彼自身はブレイクすることができず、セイブルの人気に嫉妬したというアングルのもと、1998年より再びヒールに転向。"マーベラス" マーク・メロ（"Marvalous" Marc Mero）とリングネームを改め、黒人女子レスラーのジャクリーンと合体。彼女とセイブルの抗争にも介入した。また、ボクシングのバックボーンを買われ、同年6月末より行われたシュートファイティング・トーナメント "WWF Brawl for All" にも出場。1回戦でスティーブ・ブラックマンに敗れた後、ブラックマンの負傷で2回戦に進出するもブラッドショーに敗退した。

### セミリタイア後
1999年のWWF離脱後にセミリタイアし、リングネームをジョニー・B・バッドに戻してインディー団体に単発参戦。2001年末には妻のレナ・メロと共に、WCW崩壊後にジミー・ハートらが旗揚げしたXWFのTVテーピングに参加し、カート・ヘニング、ノーマン・スマイリー、ミスター・ジョーンズ、バフ・バグウェルと対戦。2004年11月から2005年1月にかけてはTNAに出場していた。
私生活においては2004年にレナと離婚し、2009年に別の女性と再婚。また、2007年にクリス・ベノワが死去した際には、MSNBCなどの取材で自身の過去の薬物体験を語り、WWEのステロイド禍を非難した。引退後はフロリダ州オーランドに居住してフィットネス・クラブ "Marc Mero Body Slam Training Institute" を運営する一方、薬物乱用の危険性を訴えた講演活動を行っている。

## 得意技
- TKO

相手をファイヤーマンズキャリーに抱え上げ、相手の脚を振ってダイヤモンド・カッターに移行する。"Total Knock Out"の略称であり、この技の考案者である。
- ワイルド・シング（Wild Thing）

シューティング・スター・プレスと同型。WWFでの "マーベラス" マーク・メロ時代はマーベロシティ（Marvelocity）という技名だった。
- バッド・デイ（Bad Day）

雪崩式フランケンシュタイナーと同型。
- メロサルト（Merosault）

ムーンサルト・プレスと同型。
- トゥッティ・フルッティ（Tutti Frutti）

左フック。右のジャブはルシール（Lucile）という技名で、いずれもジョニー・B・バッド時代のギミックだったリトル・リチャードの曲名から付けられている。
- サンセット・フリップ
- クロス・ボディ
- ネックブリーカー

## 獲得タイトル
WCW
- WCW世界TV王座：3回[4]

WWF
- WWFインターコンチネンタル王座：1回[5][6]